# Romeoville
Romeoville är en ort (village) i Will County, i delstaten Illinois, USA. Enligt United States Census Bureau har orten en folkmängd på 39 912 invånare (2011) och en landarea på 47,8 km².